# ADN espaciador
El ADN espaciador se encuentra en la cadena de ADN de todos los cromosomas. Son regiones que no se transcriben y se localizan entre genes que sí se transcriben. Su función más probable implica garantizar las elevadas tasas de transcripción asociadas con estos genes.
En procariontes el ADN espaciador tiene apenas unos nucleótidos de longitud, mientras que en el ADN eucariota, este ADN espaciador tiene una gran concentración de nucleótidos.

## Nucleosomas

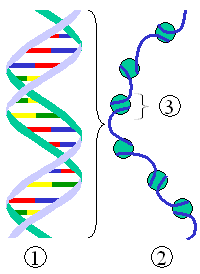
Estructura en forma de "collar de cuentas" de la cromatina. (1) Doble cadena de ADN; (2) "Collar de cuentas"; (3) Nucleosoma, separado cada uno por ADN espaciador.

También se denomina ADN espaciador a la región del ADN localizada entre los nucleosomas, como parte de la estructura de la cromatina, y que comprende aproximadamente 20-80 nucleótidos. En el estadio de menor empaquetamiento de la cromatina, esta tiene una estructura característica en forma de "collar de cuentas", en la que los nucleosomas se encuentran dispersos a lo largo del ADN, separados por la región del ADN espaciador.